# Charles-Georges Duvanel
Charles-Georges Duvanel (* 10. Mai 1906 in Aarau; † 18. Juni 1975 in Bernex GE) war ein Schweizer Kameramann, Filmregisseur und Filmproduzent.

## Leben
Charles-Georges Duvanel war von 1924 bis 1929 an der Erstellung der Schweizer Wochenschauen beteiligt und realisierte 1929 den Dokumentarfilm Les Ailes en Suisse.
1930/31 begleitete er als Kameramann die Himalaya-Expedition von G. O. Dyhrenfurth.
Er verlegte dann seinen Wohnsitz nach Genf und betätigte sich im Auftrag verschiedener Schweizer Institutionen und Verbände als Filmproduzent und freier Regisseur.
Er war auch Mitgründer des Schweizerischen Verbands der Filmproduzenten.
Der Nachlass von Charles-Georges Duvanel wird im Schweizer Filmarchiv (in der ganzen Schweiz auch als Cinémathèque suisse bekannt) in Penthaz aufbewahrt. Er setzt sich aus Filmmaterial und Papierbeständen zusammen. Letztere dokumentieren Duvanels Filmproduktionen und deren Rezeption sowie ganz allgemein die Filmproduktion in der Schweiz in der Zeit von 1920 bis zu den 1960er-Jahren.